# Alphonse Crozière
Alphonse-Henri Pinel dit Alphonse Crozière (Paris 5e, 26 octobre 1873 - Crépy-en-Valois, 11 octobre 1946) est un auteur dramatique, parolier et écrivain français.

## Biographie
Collaborateur à la presse enfantine, on lui de nombreuses pièces et livres pour enfants. Ses deux ouvrages les plus connus restent sa collaboration avec Jean Bruller pour Frisemouche fait de l'auto (Citroën, 1926) et Loulou chez les nègres (Nathan, 1929).

## Œuvres
- Le Réserviste Troumédard, 1900
- Le Jeune Marcheur, roman, 1901
- Un invité qui tombe du ciel, vaudeville en un acte, 1901
- Le Sous-lieutenant La Fille, 1906
- Le Dernier à Dieu, comédie en 1 acte, 1908
- L'École des pique-assiettes, roman, 1908
- Petite Maîtresse, roman, 1908
- La Chasse aux revenants, pochade militaire en 1 acte, 1909
- Saint Boniface patron des brosseurs, roman, 1909
- Les Arguments d'Lichard, scène comique, avec Maader, 1909
- Bouquet de poivrot, scène comique, avec Maader et Alphonse Gramet, 1909
- Le Confessionnal, musique de Georges Saillant, 1909
- Le Jeu de Philippine, musique de Saillant, 1909
- Une cuite carabinée, scène comique, avec Maader et Gramet, 1909
- La Logique d'Adolphe, scène comique, avec Maader et Gramet, 1909
- Si j'avais cent sous, scène comique, avec Maader et Gramet, 1909
- Trèsfadé, scène comique, avec Maader et Gramet, 1909
- Le Bec de canard, monologue, avec Eugène Joullot, 1910
- Un chien dans un jeu de quilles, vaudeville militaire en 1 acte, 1910
- Les Deux Loustics, comédie militaire en 1 acte, 1910
- Le Réserviste aux 5 enfants, comédie en 1 acte, 1910
- Sa petite étoile !, comédie en 1 acte, 1910
- Banquet annuel, scène comique, avec Maader, 1910
- Petit trou rêvé, scène comique, avec Maader, Gramet et Adrien-Francis Rodel, 1910
- Robinson malgré lui, 1910
- Tous proprios !, scène comique, avec Maader et Gramet, 1911
- Napoléon le néfaste, avec Georges Brézol, 1912
- Le Vrai Théâtre Guignol (les Champs-Élysées chez soi), 1912
- Trente ans de poivrot, avec Maader et Gramet, 1912
- Brouillés depuis Verdun, pièce en 1 acte, 1920
- Le Quart d'heure de Rabelais, pièce en 1 acte, 1920
- Les Petites Poltronnes, saynète en un acte, 1922
- Le Pianiste est en retard, vaudeville en un acte, 1922
- Ces bons déménageurs, comédie en un acte, 1923
- Histoire abracadabrante en un acte, 1923
- La Journée des bleus, comédie militaire en un acte, 1923
- Une pensée pour chacun, monologue pour jeune fille, 1923
- Tom boude, saynète, 1923
- L'Aveugle sur flageolet, comédie en un acte, 1924
- Théodore veut faire de l'auto, comédie en un acte pour jeunes gens, 1924
- Le Vieil Abonné, monologue pour jeune fille, 1924
- La Destinée d'Onésime, roman, 1925
- Une drôle de maman, roman, 1926
- Mal vu de son concierge, comédie en un acte, 1926
- Frisemouche fait de l'auto, illustration de Jean Bruller, 1926
- La Chanson de l'inconnu, 1927
- L'Imprudente Baignade, comédie en un acte, 1927
- Le Bon Chef de gare, comédie en un acte, 1929
- École de poupées, comédie enfantine, 1929
- Loulou chez les nègres, livre enfant, illustration de Jean Bruller, 1929
- Une joyeuse audience, parodie judiciaire, en un acte, 1930
- Bengali, vaudeville militaire en un acte, 1931
- Radio-Guignol no 1, 1931
- Ennemi des propriétaires, vaudeville militaire en un acte, 1933
- Souriceau travaille du chapeau, comédie en un acte, 1933
- Le Vrai Théâtre des enfants. Nouveau guignol, 1934
- Pétinard en justice de paix, fantaisie judiciaire en un acte, 1935
- Les Petites Poltronnes, saynète en 1 acte, 1935
- Le Petit Fanfaron, saynete en un acte, 1935
- Le Talisman du page Misti, 1936
- Rigodon perd la mémoire, comédie en 1 acte, 1943
- Un déraillement de chemin de fer, 1944
- Le major est bon enfant, posth., 1952